# Folke Winroth
Folke Knutsson Winroth, född den 14 november 1915 i Stockholm, död där den 2 juli 1993, var en svensk företagsledare. Han var son till Knut Winroth.
Winroth avlade studentexamen 1935 och juris kandidatexamen vid Stockholms högskola 1941. Han diplomerades från Handelshögskolan i Stockholm 1952. Winroth genomförde tingstjänstgöring i Leksand och Boden samt tjänstgöring i Stockholms rådhusrätt 1941–1944. Han var biträdande jurist hos advokat Baltzar Widlund 1944–1948. Winroth blev direktörssekreterare i Sveriges Allmänna Restaurangaktiebolag 1948 och vice verkställande direktör där 1955. Han vilar på Norra begravningsplatsen utanför Stockholm.